# Пария (фильм, 1967)
«Пария» (нем. Paarungen) — западно-германский цветной драматический фильм 1967 года режиссёра Михаэлья Ферхёвена, экранизация одоимённой пьесы Августа Стриндберга.

## Сюжет
Эдгар, капитан артиллерии, комендант крепости, его жена Алиса и их дочь Юдит живут в островной крепости у берегов Швеции, изолированные от мира.
Эдгар, стареющий шизофреник, который отказывается признавать свою тяжелую болезнь, изо всех сил пытается поддерживать свою властность и высокомерие с пренебрежением к другим людям.
Алиса, бывшая актриса, пожертвовавшая своей карьерой ради уединенной военной карьеры с Эдгаром, по случаю их 25-й годовщины свадьбы, каким настоящим адом был их брак.
Их единственное времяпрепровождение — это ожесточенная словесная битва, в которой они обвиняют друг друга в скуке своей жизни и ядовито наносят друг другу раны острыми языками.
На остров со своим сыном-подростком Алланом приезжает Курт, двоюродный брат Элис, они становятся зрителем этого спектакля взаимного уничижения двух супругов.
Аллан испытывает сильное влечение к Юдит, как и родители охваченной ненавистью и злобой; однако он не способен справиться с не по годам развитой девушкой, как и его отец с накалом обстановке в доме её родителей.
Алиса заманивает Курта в иллюзию совместного страстного свидания и вовлекает его в заговор с целью уничтожения Эдгара. Чувствуя, что Алиса вместе со своим кузеном и потенциальным любовником Куртом могут объединиться против него, Эльга наносит превентивный удар.
Фильм заканчивается психологическим и физическим истощением противников, нет победителя: «Мы достаточно измучили себя?» — спрашивает Алиса, и Эдгар отвечает: «Да, вполне».

## В ролях
- Лили Палмер — Алиса
- Пауль Ферхёвен — Эдгар
- Карл Михаэль Фоглер — Курт
- Илона Грюбель — Юдит
- Михаэль фон Харбах — Аллан
- Мелани Хорешовски — Майя
- Дитрих Керки — заключенный
- Дитер Кляйн — Экмарк
- Инкен Соммер — Йенни

## Критика
Немецкое агентство по оценке фильмов присвоило фильму предикат «Особенно ценный», но критика отмечала, что «постановка не обладает достаточной драматической силой», замысел режиссёра превратить литературную основу в экранные образы не был убедительным, хотя в некоторых сценах фильм достигает эффекта..

## Фестивали и награды
- 1968 — Deutscher Filmpreis — высшая национальная награда Германии в области кинематографа — фильм номинировался в пяти категориях: за лучшую режиссуру и исполнение ролей — главные мужские и женские, вторы мужские и женские, и призом за «Лучшее исполнение актрисой роли второго плана» была отмечена актриса Илона Грюбель.
- 1968 — Кинофестиваль в Мар-дель-Плата — номинация на Гран-при за лучший иностранный фильм.
- 1967 — Международный кинофестиваль в Вальядолиде — номинация на Гран-при «Золотой колосс».